# Bambanti
Bambanti (titolo internazionale Scarecrow) è un film del 2015 diretto da Zig Dulay.
Il titolo originale della pellicola è un riferimento alla parola bambanti, spaventapasseri in lingua ilocana.

## Trama
Belyn è una giovane vedova che vive in estrema povertà con la madre e i tre figli, tra cui spicca il piccolo ed esuberante Popoy. La donna riesce a stento a mantenere i propri cari, svolgendo l'occupazione di domestica presso una famiglia agiata. Tutto nella casa in cui lavora Belyn pare procedere tranquillamente sino a quando un giorno scompare un prezioso orologio d'oro e ogni sospetto ricade immediatamente sul giovane e innocente Popoy. Per madre e figlio ha così inizio un percorso lungo e molto sofferto alla scoperta della verità.
Decisa a preservare la dignità dei propri cari, Belyn si schiera coraggiosamente contro i pregiudizi infondati dei ricchi datori di lavoro. Grazie alla propria fermezza e al suo profondo amore per il bambino riuscirà ad avere la meglio sull'ipocrisia e la meschinità dei più potenti.  

## Riconoscimenti
- 2015 - Sinag Maynila Film Festival
  - Miglior attrice ad Alessandra De Rossi
- 2015 - International Children’s Film Festival 
  - Miglior attore a Micko Laurente
- 2015 - Brussels International Film Festival[1]
  - Miglior film
- 2015 - Ajyal Youth Film Festival 
  - Miglior film